# Robert McCallum Blumenthal
Robert McCallum Blumenthal, detto Bob (7 febbraio 1931 – 8 novembre 2012), è stato un matematico statunitense.

## Biografia
Blumenthal divenne nel 1956 docente presso l'Università del Washington, fu infine promosso a professore ordinario, e nel 1997 si ritirò. Prese l'anno sabbatico per l'anno accademico 1961-1962 presso l'Institute for Advanced Study di Princeton e per l'anno accademico 1966-1967 in Germania.

## Pubblicazioni parziali

### Articoli
- Some relationships involving subordination, in Proc. Amer. Math. Soc., vol. 10, 1959,  pp. 502-510, DOI:10.1090/S0002-9939-1959-0105744-3.
- Con R. K. Getoor:  Some theorems on stable processes, in Trans. Amer. Math. Soc., vol. 95, 1960,  pp. 263-273, DOI:10.1090/S0002-9947-1960-0119247-6.
- Con R. K. Getoor:  Sample functions of stochastic processes with stationary independent increments, in Journal of Mathematics and Mechanics, vol. 10, n. 3, 1961,  pp. 493-516, JSTOR 24900735.
- Con R. K. Getoor and D. B. Ray:  On the distribution of first hits for the symmetric stable processes, in Trans. Amer. Math. Soc., vol. 99, 1961,  pp. 540-554, DOI:10.1090/S0002-9947-1961-0126885-4.
- Con R. K. Getoor:  Additive functionals of Markov processes in duality, in Trans. Amer. Math. Soc., vol. 112, 1964,  pp. 131-163, DOI:10.1090/S0002-9947-1964-0160269-0.
- Con R. K. Getoor:  Local times for Markov processes, in Zeitschrift für Wahrscheinlichkeitstheorie und Verwandte Gebiete, vol. 3, n. 1, 1964,  pp. 50-74, DOI:10.1007/BF00531683.

### Libri
- Con R. K. Getoor:  Markov Processes and Potential Theory, 1968.[1]  Dover reprint, 2007.
- Excursions of Markov Processes, 1992.  2012 reprint.